# 185 př. n. l.

## Hlavy států
- Seleukovská říše - Seleukos IV. Filopatór (187 – 175 př. n. l.)
- Řecko-baktrijské království - Demetrius I. (200 – 180 př. n. l.)
- Parthská říše - Arsakés II. (211 – 185 př. n. l.) » Friapatios (185 – 176 př. n. l.)
- Egypt - Ptolemaios V. Epifanés (204 – 180 př. n. l.)
- Bosporská říše - Spartacus V. (200 – 180 př. n. l.)
- Pontus - Mithridates III. (220 – 185 př. n. l.) » Farnaces I. (185 – 170 př. n. l.)
- Kappadokie - Ariarathes IV. (220 – 163 př. n. l.)
- Bithýnie - Prusias I. (228 – 182 př. n. l.)
- Pergamon - Eumenés II. (197 – 159 př. n. l.)
- Athény - Zopyrus (186 – 185 př. n. l.) » Eupolemus (185 – 184 př. n. l.)
- Makedonie - Filip V. (221 – 179 př. n. l.)
- Epirus - vláda épeiroské ligy (231 – 167 př. n. l.)
- Římská republika - konzulové Appius Claudius Pulcher a M. Sempronius Tuditanus (185 př. n. l.)
- Numidie - Masinissa (202 – 148 př. n. l.)